# ليزلي لوي
ليزلي لوي (4 فبراير 1948 - ) (بالإنجليزية: Leslie Lowe)‏ هو لاعب كريكت بريطاني. لعب مع نادي مقاطعة ستافوردشاير للكريكت ‏.

## وصلات خارجية
- ليزلي لوي على موقع إي آس بي آن كريك إنفو (الإنجليزية)